# Parahypopta caestrum
Parahypopta caestrum — вид лускокрилих комах родини червиць (Cossidae).

## Поширення
Вид поширений в Південній та Східній Європі, на Близькому Сході, Кавказі, Закавказзі та у Казахстані. Присутній у фауні України.

## Опис
Розмах крил 28-40 см.

## Спосіб життя
Личинки живляться на Asparagus officinalis, Asparagus maritime, Asparagus tenuifolis, Asparagus albus, Asparagus acutifolis, та Celtis australis.

## Підвиди
- Parahypopta caestrum caestrum
- Parahypopta caestrum caucasica (Grum-Grshimailo, 1902) (Кавказ, Закавказзя)